# Trichillum pseudoarrowi
Trichillum pseudoarrowi är en skalbaggsart som beskrevs av Vaz-de-mello och François Génier 2005. Trichillum pseudoarrowi ingår i släktet Trichillum och familjen bladhorningar. Inga underarter finns listade i Catalogue of Life.